# 孝武西迁
孝武西迁指534年，北魏孝武帝迫于高欢方面压力，亲总京师宗室股肱播迁长安的事件。孝武西迁标志两魏的形成。

## 动议西迁
北魏永熙三年（公元534年）七月，由孝武帝亲自策划针对高欢集团用兵的军事行动败绩为元斌之所误，高欢所统领二十多万大军进逼京师洛阳，孝武帝火速遣京中群臣進言，得三方案（移驾荆襄、力抗高师、播迁关陇）中择取播迁关陇倚仗宇文泰集团军之议，由是，由帝胄宗室、股肱宿臣、亲军将校及有关人员家眷万余人踏上了西迁长安的路途。

## 西巡经历
永熙三年秋七月丁未，孝武皇帝招还前线督领御林军的心腹侍中、仪同开府斛斯椿，继而率京中各人马由宫中发动，从之而西有名可考者有：宗室亲王太尉南阳王元宝炬（即西魏文帝）、清河王元亶（东魏孝静帝元善见父）、大司马广陵王元欣、广阳王元湛、陈郡王元玄、元孚、元毗、元懋、元顺元伟父子、平原长公主元明月、元赞、元最、元季海、元畅、元定、元融、元子孝、元仲景、元烈、元仲显拓跋虎父子、元均等等；官员大臣侍中、仪同开府斛斯椿、王盟、大都督源子恭、太傅、录尚书事长孙稚等等，其中武卫将军独孤信弃家千里奔主乃是千古佳话，孝武乃言“乱世识忠臣”。其中，太尉南阳王元宝炬、清河王元亶、广阳王元湛以五千骑宿于瀍西，掌握西迁禁军事宜，南阳王别舍僧侣沙门惠臻负玺持千牛刀以从。
其夜，西迁人马逃亡过半，元亶、元湛亦东逃而就高欢。己酉，高欢入洛阳，舍于永宁寺，遣领军娄昭等追帝，请帝东还。长孙子彦不能守陕，弃城走。高敖曹帅劲骑追帝至陕西，不及。帝鞭马长鹜，糗浆乏绝，三二日间，从官唯饮涧水。至湖城，有王思村民以麦饭壶浆献帝，帝悦，复一村十年。至稠桑，潼关大都督毛鸿宾迎献酒食，从官始解饥渴。
其后乃入长安，宇文泰、王思政携诸将奉迎孝武皇帝人马随行，方才解围，亦作西魏历史之始。

## 播越后续
在长安落脚后，关陇集团与京洛集团展开了暗斗，孝武皇帝于关中数为宇文泰掣肘，故有深隙，及平原长公主事件乃引孝武更为憎恨宇文泰，有杀意，后则为宇文泰以鸩酒所毒弑。葬于长安之郊。
大魏大统元年（公元535年）春，正月，太宰南阳王宝炬由百官所拥奉登基即皇帝位，是为文皇帝，西魏的历史正式开始。

## 事件意义
此事件直接促成了西魏东魏两魏的分裂，亦开启了北周隋唐数百年的关陇集团之壮大，为中国中古历史的进程产生了深远影响。